# استند پایپ (دکل حفاری)
استند پایپ یک لوله فلزی جامد است که به بدنه دکل حفاری نفت متصل شده است. استند پایپ بخشی از سیستم انتقال گل حفاری است. این لوله به‌طور خاص برای هدایت گل حفاری از پمپ‌های گل به شلنگ کلی استفاده می شود. از ابزارآلات به‌کار رفته در استند پایپ می‌توان به شمع های گاوی، مبدل های فشار و شیرهای صنعتی اشاره کرد.